# Нарышкин, Александр Петрович
Алекса́ндр Петро́вич Нары́шкин (1857—1921) — вице-губернатор Забайкальской и Якутской областей.

## Биография
Сын майора Петра Кирилловича Нарышкина (1823—1897) и его жены Елизаветы Александровны, урождённой Ульяниной (?—1883). Внук генерал-майора Кирилла Михайловича Нарышкина.
Окончил 4-й Московский кадетский корпус и Александровское военное училище, откуда 14 августа 1884 года выпущен был офицером во 2-й Туркестанский линейный батальон.
- В 1897 году — штабс-капитан Юхновского резервного батальона.
- С 23 июля 1897 — на службе по ведомству Министерства внутренних дел[4].
- С 12 июня 1907 — непременный член Тобольского губернского по крестьянским делам присутствия, имел чин коллежского советника (со старшинством с 11 апреля 1906)[4].
- В 1912 — статский советник, непременный член Енисейского губернского по крестьянским делам присутствия[5].
- 4 (17) июня 1912—1914 — вице-губернатор Якутской области.
- Июль 1913 — сентябрь 1913 — исполнял должность губернатора Якутской области[6].
- В 1913 году был избран председателем Якутского отдела Русского географического общества[7].
- 1914—1917 — вице-губернатор Забайкальской области. Статский советник, действительный статский советник.
- С 16 декабря 1918 — служил в отделе снабжения Народной комиссии Наркомпроса в Москве.
- В ночь с 10 на 11 января 1919 — арестован на квартире Коновницыных[к 1] и заключен в Бутырскую тюрьму. Приговорён к заключению в концентрационном лагере «до конца гражданской войны». В феврале переведён в Андроньевский концлагерь. В сентябре вновь арестован в лагере в ответ на взрыв бомбы, брошенной анархистами в здание МК РКП(б), снова заключён в Бутырскую тюрьму. Затем переведён в Сокольническую тюрьму, потом снова помещён в Андроньевский лагерь.
- В 1921 — расстрелян в качестве заложника в Спасо-Андроньевском монастыре[1].

## Семья
- Старшая сестра — Софья Петровна Нарышкина[1], замужем за Сергеем Константиновичем Смольяниновым[10].
- Брат — Пётр Петрович Нарышкин (1861—1891) Поручик, штаб-ротмистр[1].
- Брат — Михаил Петрович Нарышкин (1862—1895), адъютант Московского гренадерского полка[1].
- Брат — Тихон Петрович Нарышкин (1866—1920), подпоручик, коннозаводчик, участник Первой Мировой и Гражданской войны. Служил в РККА. Был женат на Антонине Иосифовне Дубец (1875—?)[1]. 3-е детей: Кирилл (1893—1979), Елизавета (1895—1915), Александр (1897—1917)[11].

## Награды
- Орден Святого Станислава 2-й ст. (1904)[12];
- Орден Святой Анны 2-й ст. (1 января 1909)[12];
- Орден Святого Владимира 4-й ст. (1914)[12];
- Медаль «В память царствования императора Александра III»[12];
- Медаль «За походы в Средней Азии 1853—1895»[4];
- Медаль «В память коронации Императора Николая II»[12];
- Медаль «В память 300-летия царствования дома Романовых»[12].

## Адреса
- 1919 — Москва, Арбат, дом 44, кв. 5 у Коновницыных[13]. С весны 1922 года, то есть вскоре после гибели Нарышкина, в свободной комнате в квартире графов Коновницыных поселился писатель Сигизмунд Кржижановский[14]. Это жильё площадью 6 м² описано им в рассказе «Квадратурин», а в рассказе «Автобиография трупа» автор получает пакет с рукописью погибшего предшественника, жившего до него в его комнате[15].

## Комментарии
1. ↑  Неясно, о каких именно Коновницыных идёт речь. Род Нарышкиных был многократно породнён с Коновницыными. В частности, родная тётя Александра Петровича, Софья Кирилловна Нарышкина (род. 1840) была замужем за Николаем Ивановичем Коновницыным (1836—1877)[1][8]. У них двое сыновей Иван (1868—1943) и Сергей (1868—1906). Дочь Ивана, Софья (1893—1968), была замужем за Кириллом Тихоновичем Нарышкиным (1893—1979), племянником Александра Петровича[9].